# Morzine
Morzine est une commune des Alpes françaises, située en vallée d'Aulps dans le département de la Haute-Savoie, en région Auvergne-Rhône-Alpes en France.
La commune est principalement connue pour sa station de sports d’hiver d’Avoriaz — elle est d’ailleurs souvent désignée par le double nom de Morzine-Avoriaz — et pour le Festival international du film fantastique d'Avoriaz qui s’y est tenu de 1973 à 1993.

## Géographie
- Altitude de la commune : 1 001 m.
- Altitude maximum de la commune : 2 466 m (les Hauts-Forts)
- Altitude du Pleney : 1 552 m.
- Altitude de la pointe de Nyon : 2 019 m.
- Altitude de la pointe de Chamossière : 2 002 m.
- Altitude de la pointe de Ressachaux : 2 173 m.

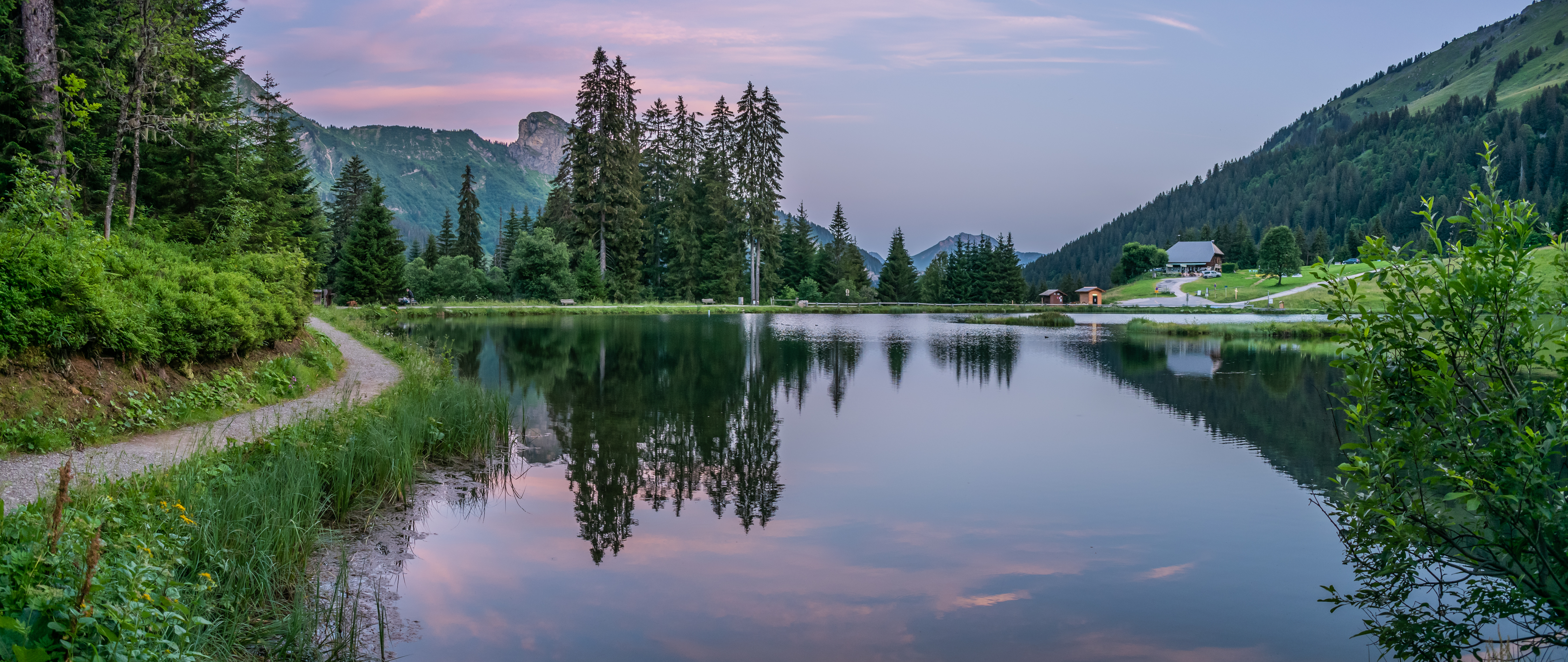
Le lac des Mines d'or (à 1 386 m d’altitude surplombant la vallée de la Dranse de Morzine près de la frontière suisse, à l’ouest du col de Bretolet).
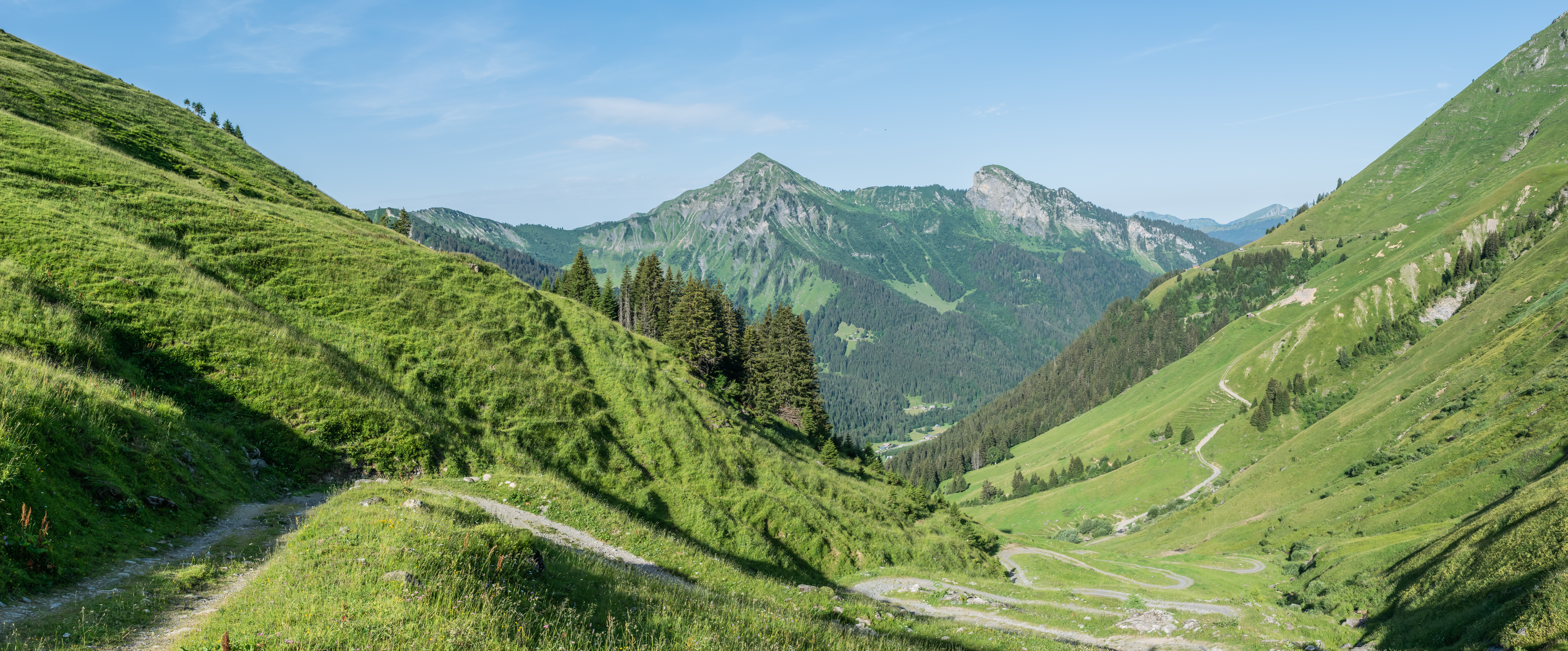
Les pointes de Nyon (2 019 m) et d'Angolon (2 090 m), vues depuis l’ouest. Ces deux monts sont immédiatement au sud du bourg de Morzine.

## Urbanisme

### Typologie
Au 1er janvier 2024, Morzine est catégorisée bourg rural, selon la nouvelle grille communale de densité à sept niveaux définie par l'Insee en 2022.
Elle appartient à l'unité urbaine de Morzine, une agglomération intra-départementale regroupant quatre  communes, dont elle est ville-centre,,. Par ailleurs la commune fait partie de l'aire d'attraction de Morzine, dont elle est la commune-centre,. Cette aire, qui regroupe 8 communes, est catégorisée dans les aires de moins de 50 000 habitants,.

### Occupation des sols
L'occupation des sols de la commune, telle qu'elle ressort de la base de données européenne d’occupation biophysique des sols Corine Land Cover (CLC), est marquée par l'importance des forêts et milieux semi-naturels (84,6 % en 2018), une proportion sensiblement équivalente à celle de 1990 (85,2 %). La répartition détaillée en 2018 est la suivante :
forêts (38,8 %), milieux à végétation arbustive et/ou herbacée (31,4 %), espaces ouverts, sans ou avec peu de végétation (14,5 %), zones urbanisées (7,4 %), prairies (3,9 %), zones agricoles hétérogènes (2,6 %), espaces verts artificialisés, non agricoles (1,4 %).
L'IGN met par ailleurs à disposition un outil en ligne permettant de comparer l’évolution dans le temps de l’occupation des sols de la commune (ou de territoires à des échelles différentes). Plusieurs époques sont accessibles sous forme de cartes ou photos aériennes : la carte de Cassini (XVIIIe siècle), la carte d'état-major (1820-1866) et la période actuelle (de 1950 à aujourd'hui).

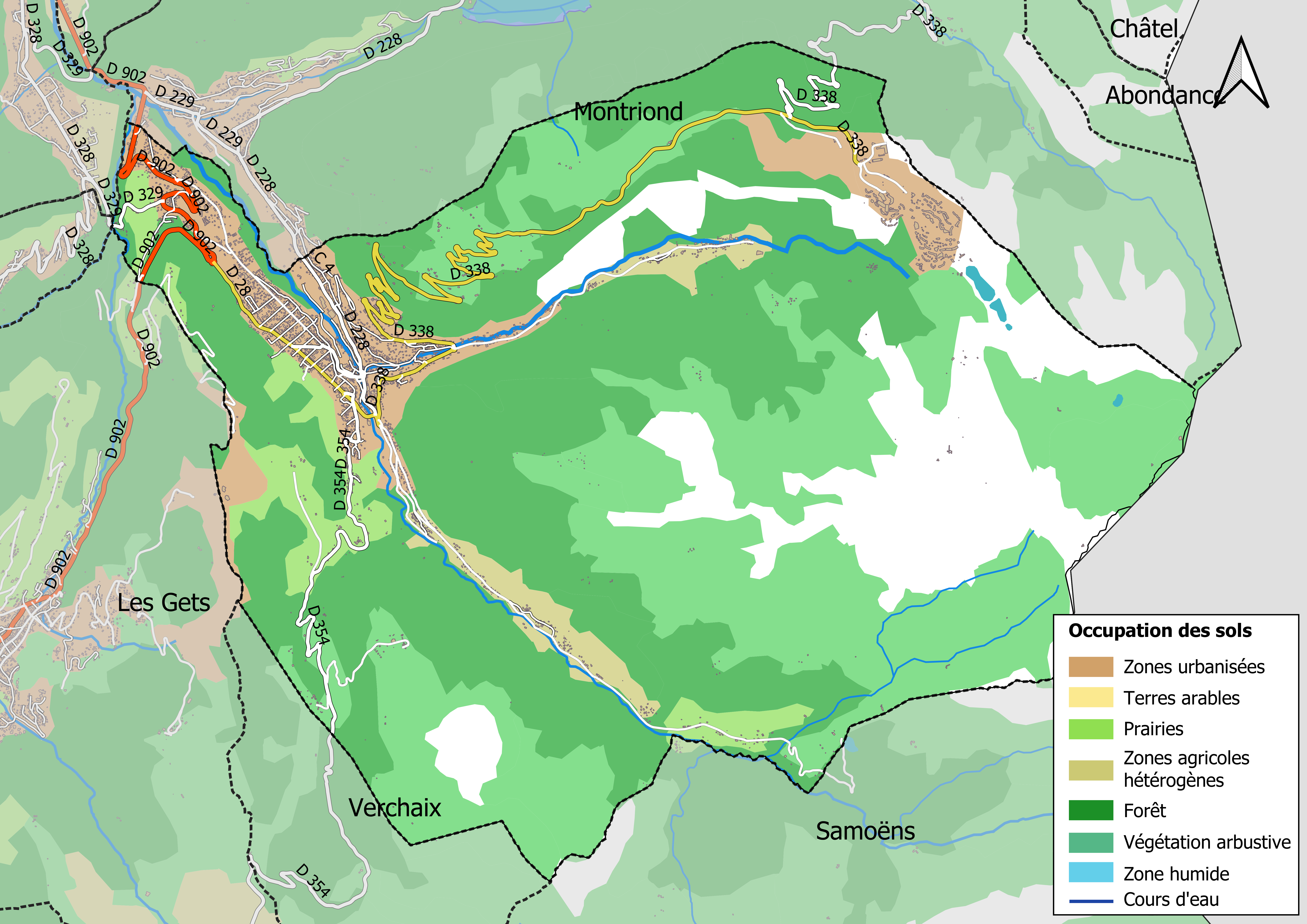
Carte des infrastructures et de l'occupation des sols en 2018 (CLC) de la commune.
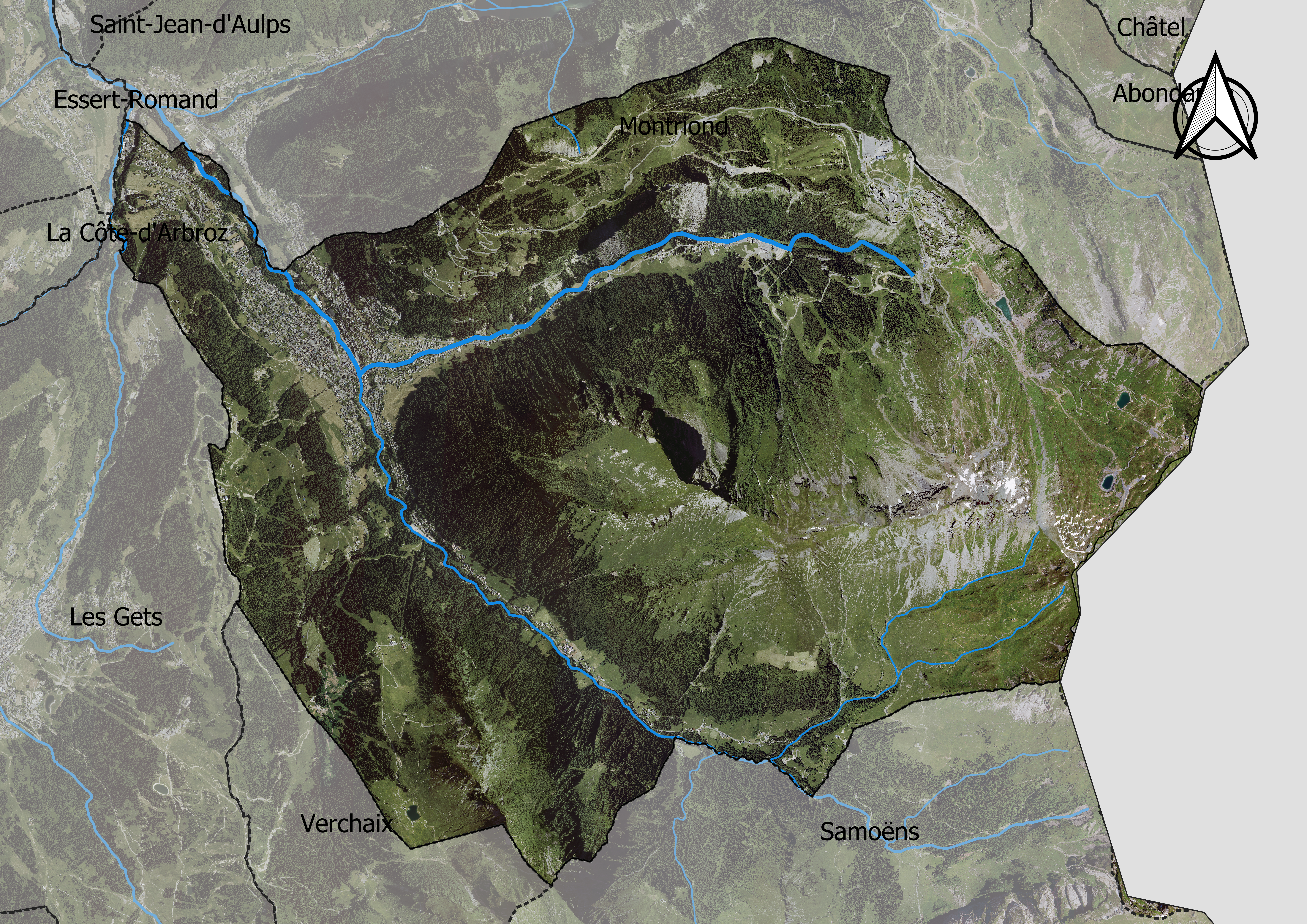
Carte orthophotogrammétrique de la commune.

## Toponymie
Sous la forme Morgenes, Morzine est citée pour la première fois en 1180 dans une bulle octroyée par le pape Alexandre III à l'abbaye d'Aulps.
Pour Albert Dauzat ce nom de lieu pourrait être dérivé de la racine pré-celtique mor- / morr- « pierre, butte rocheuse » ou celtique *mor- pour « morceau rocheux détaché d'une montagne » d'origine ligure MOR / MOUR / MUR « débris de roches, monceau de pierres, butte rocheuse », nom qui s'applique initialement à de nombreux villages édifiés sur d'anciens éboulements. En réalité, cette racine n'est pas attestée en celtique comme l'indique l'astérisque, ni en ligure. Le radical Morz- résulterait plus spécifiquement d'un gaulois hypothétique *morg « rocher », par allongement de la racine initiale (*mor-g) avec une mutation dialectale [j] > [z] (Morgen- > *Moryen- > Morzen-) caractéristique de la région, suivi du suffixe diminutif -ine (-ene serait devenu -ine ?). Une racine préromane *murr- au sens de « tertre, éminence » est par ailleurs identifiée dans le terme moraine, emprunté au savoyard morêna de même sens, avec un suffixe -ena également préroman. Cependant, Ernest Nègre y voit un nom de personne roman attesté Marusinus, suivi d'une désinence -a, mais il ne cite aucune forme ancienne, signe qu'il n'en connaît pas. La forme Morgenes de 1180, si elle est correcte, est incompatible avec cette explication.
En francoprovençal, le nom de la commune s'écrit Morznà (graphie de Conflans) ou Morzena (ORB).

## Histoire

### Période médiévale
En 1253, les abbés de la puissante abbaye cistercienne Sainte-Marie d'Aulps, distante de 6 kilomètres de Morzine, achetèrent tous les droits de justice pesant sur les familles de Morzine au sire Aymon II de Faucigny. Le village fut dès lors intégré dans cette seigneurie ecclésiastique et forma avec le village de Montriond (alors appelé Chairavaux) une des métralies (circonscription judiciaire et fiscale) de l'abbaye.
En 1313, les comptes dressés pour un impôt spécial, la « régale », font apparaître que Morzine compte déjà 57 familles. Il faut pourtant attendre le 7 juin 1505 pour qu'une paroisse soit officiellement créée.

### XVIIIeetXIXesiècles

#### Les ardoisières
Une part importante de l'activité économique de Morzine a été constituée du XVIIIe au XXe siècle par l'exploitation de carrières d'ardoise, avant que le tourisme hivernal ne prenne le relais.
En 1758, le révérend Grillet crée l’école Sainte-Marie-Madeleine uniquement pour les garçons, mais ce n'est qu'en 1849, que l'école des filles de Sainte-Marie-Madeleine est créée au château de la Couttetaz où l’enseignement est donné par des religieuses.
Les possédées de Morzine
Pendant environ treize ans, de 1857 à 1870, plusieurs dizaines de femmes de Morzine furent prises de convulsions, d’hallucinations, de crises de somnambulisme. Elles se disaient possédées par des diables. Le docteur Augustin Constans, inspecteur général des asiles et un des médecins qui examinèrent les malades, qualifia ces faits d’« épidémie d’hystéro-démonopathie ». La psychiatrie contemporaine pourrait qualifier ces crises « d’hystérie de conversion ».

### Période contemporaine
Ce village paysan a vu son développement touristique accéléré par la victoire de Jean Vuarnet aux Jeux olympiques d'hiver de 1960 à Squaw Valley. En effet, Jean Vuarnet se lança dans l'édification d'une station de sports d'hiver sur le territoire communal, baptisée Avoriaz.

## Politique et administration

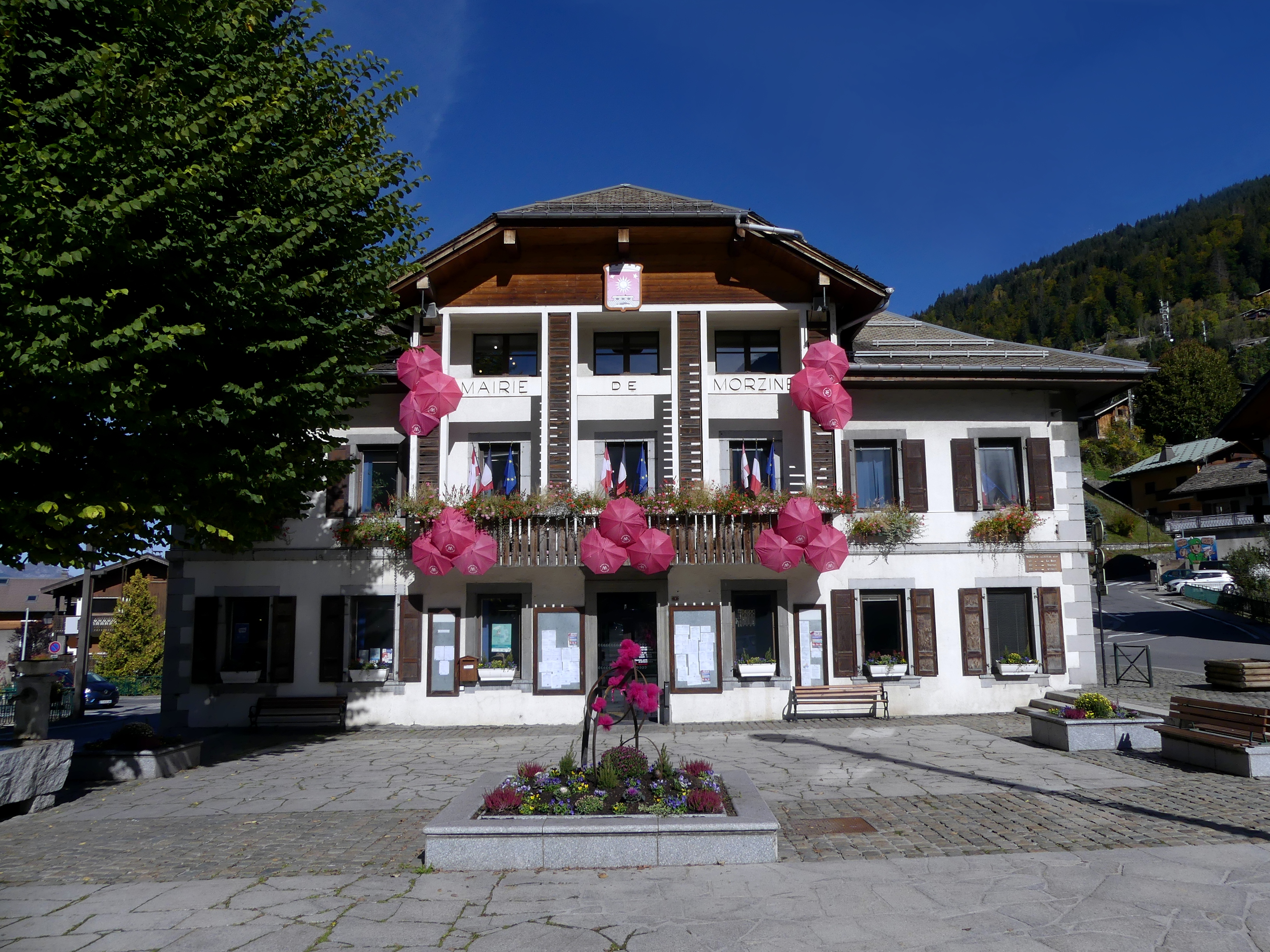
Mairie de Morzine.

### Rattachements administratifs et électoraux
Du point de vue administratif, la commune fait partie de l'arrondissement de Thonon-les-Bains et avant la réforme territoriale de 2015, faisait partie du canton du Biot dont Le Biot était le chef-lieu. Elle forme avec quinze autres communes depuis janvier 2014 la communauté de communes du Haut-Chablais. Elle fait suite à la communauté de communes de la vallée d’Aulps créé en 1995 comprenant les neuf communes de La Forclaz, La Vernaz, La Baume, Le Biot, Seytroux, Saint-Jean-d’Aulps, Montriond, Essert-Romand et La Côte-d’Arbroz.
Du point de vue électoral, la commune fait partie de la cinquième circonscription de la Haute-Savoie et, depuis la réforme territoriale de 2015, du canton d'Évian-les-Bains qui compte selon le redécoupage cantonal de 2014 trente-trois communes.

### Liste des maires

#### Liste des maires de 1792 à 1815
De septembre 1792 à novembre 1815, le duché de Savoie est occupé par les troupes révolutionnaires françaises, puis impériales. En octobre 1792, la nouvelle organisation mise en place prévoit la création d’une assemblée générale de la municipalité avec un maire nommé.
| Période                                  | Période | Identité        | Étiquette | Qualité |
| ---------------------------------------- | ------- | --------------- | --------- | ------- |
| octobre 1792                             |         | Antoine Plagnat | …         |         |
| 1793                                     | 1793    | Claude Plagnat  | …         | Notaire |
|                                          |         |                 | …         |         |
| Les données manquantes sont à compléter. |         |                 |           |         |

#### Liste des syndics 1815 à 1860
En 1815, le duché de Savoie retourne au roi de Sardaigne. Les syndics sont de nouveaux mis en place dans les communes. Ils sont nommés par le roi pour un mandat de trois ans.
| Période                                  | Période   | Identité           | Étiquette | Qualité         |
| ---------------------------------------- | --------- | ------------------ | --------- | --------------- |
|                                          |           |                    | …         |                 |
| 1823                                     |           | Claude Gaidon      | …         |                 |
| 1824                                     |           | Anselme Taberlet   | …         |                 |
| 1825                                     | 1828      | François Buet      | …         |                 |
|                                          |           |                    | …         |                 |
| 1835                                     |           | Laurent Baud       | …         |                 |
| 1836                                     |           | Louis (?) Taberlet | …         |                 |
| 1837                                     | 1842      | Jacques Baud       | …         |                 |
| 1842                                     | 1846      | Guérin Rosset      | …         |                 |
| 1846                                     | 1850      | Antoine Grorod     | …         |                 |
| 1850                                     | 1854      | Guérin Rosset      | …         |                 |
| 1854                                     | 1858      | Nicolas Taberlet   | …         |                 |
| 1858                                     | 1860      | Jean Berger        | …         |                 |
| 1860                                     | mars 1860 | Laurent Baud       | …         | Artiste peintre |
| Les données manquantes sont à compléter. |           |                    |           |                 |

#### Liste des maires depuis 1860
En juin 1860, le duché de Savoie est réuni à la France. Les maires sont d’abord nommés par l’empereur Napoléon III, pour une durée de quatre ans, puis élus à partir de l’instauration de la IIIe République.
| Période                                  | Période       | Identité                       | Étiquette | Qualité                                                                                       |
| ---------------------------------------- | ------------- | ------------------------------ | --------- | --------------------------------------------------------------------------------------------- |
| Les données manquantes sont à compléter. |               |                                |           |                                                                                               |
| 1860                                     | 1861          | Laurent Baud                   |           | Artiste peintre                                                                               |
| 1861                                     | 1862          | Claude Tavernier               |           | Notaire                                                                                       |
| 1862                                     | 1878          | Laurent Baud                   |           | Artiste peintre                                                                               |
| 1878                                     | 1879          | François Berger                |           |                                                                                               |
| 1881                                     | 1888          | Guérin Taberlet                |           |                                                                                               |
| 1888                                     | 1931          | François Buet                  |           |                                                                                               |
| 1931                                     | 1938          | Pierre Veillet                 |           |                                                                                               |
| 1938                                     | 1944          | François Baud (Jacques)        |           |                                                                                               |
| 1944                                     | octobre 1947  | Pierre Veillet                 |           |                                                                                               |
| octobre 1947                             | 1957          | François Baud (du Grand Hôtel) |           | Hôtelier                                                                                      |
| 1957                                     | mars 1971     | Jean Baud-Pachon               |           | Commerçant                                                                                    |
| mars 1971                                | juin 1995     | Francis Richard                |           | Commerçant                                                                                    |
| juin 1995                                | mars 2001     | Claudius Baud                  |           | Hôtelier                                                                                      |
| mars 2001                                | mars 2008     | François Passaquin             |           | Libraire                                                                                      |
| mars 2008                                | décembre 2010 | Jean-Louis Battandier          |           | Démissionnaire                                                                                |
| décembre 2010                            | mai 2020      | Gérard Berger                  |           | Ingénieur                                                                                     |
| mai 2020                                 | mars 2024     | Fabien Trombert                | SE        | Gérant de société Président de la CC du Haut-Chablais (2020 → )                               |
| mars 2024                                | En cours      | Jean-François Berger           | SE        | Ancien fabricant de manèges Élu à la suite de l'élection municipale partielle du 10 mars 2024 |

### Jumelages
La ville de Morzine n'est jumelée avec aucune autre ville.

## Population et société
Les habitants de Morzine sont appelés les Morzinois.

### Démographie
L'évolution du nombre d'habitants est connue à travers les recensements de la population effectués dans la commune depuis 1793. Pour les communes de moins de 10 000 habitants, une enquête de recensement portant sur toute la population est réalisée tous les cinq ans, les populations de référence des années intermédiaires étant quant à elles estimées par interpolation ou extrapolation. Pour la commune, le premier recensement exhaustif entrant dans le cadre du nouveau dispositif a été réalisé en 2008.

En 2022, la commune comptait 2 661 habitants, en évolution de −5,87 % par rapport à 2016 (Haute-Savoie : +6,01 %, France hors Mayotte : +2,11 %).
| 1793  | 1800  | 1806  | 1822  | 1838  | 1848  | 1858  | 1861  | 1866  |
| ----- | ----- | ----- | ----- | ----- | ----- | ----- | ----- | ----- |
| 1 584 | 1 527 | 1 555 | 1 708 | 2 005 | 2 064 | 1 802 | 1 779 | 1 820 |

| 1872  | 1876  | 1881  | 1886  | 1891  | 1896  | 1901  | 1906  | 1911  |
| ----- | ----- | ----- | ----- | ----- | ----- | ----- | ----- | ----- |
| 1 700 | 1 623 | 1 556 | 1 595 | 1 566 | 1 554 | 1 524 | 1 476 | 1 465 |

| 1921  | 1926  | 1931  | 1936  | 1946  | 1954  | 1962  | 1968  | 1975  |
| ----- | ----- | ----- | ----- | ----- | ----- | ----- | ----- | ----- |
| 1 354 | 1 334 | 1 347 | 1 340 | 1 728 | 1 815 | 1 989 | 2 340 | 2 554 |

| 1982  | 1990  | 1999  | 2006  | 2008  | 2013  | 2018  | 2022  | - |
| ----- | ----- | ----- | ----- | ----- | ----- | ----- | ----- | - |
| 2 838 | 2 967 | 2 948 | 2 940 | 2 933 | 2 882 | 2 743 | 2 661 | - |

### Sportifs
Morzine-Avoriaz a accueilli quatorze fois le Tour de France cycliste.
Morzine est devenu avec Olivier Canet assisté de Sylvain Piroche, deux des membres créateurs de cette étape de la Paragliding World Cup à partir de 1992, une étape incontournable à l'élaboration de diverses épreuves surtout en matière de sécurité et de nouveaux règlements, plus de 150 pilotes internationaux d'une quinzaine de nationalités se mesuraient sur ce site après Verbier et avant Chamonix-Mont-Blanc, elle était dirigée par Albert Baud et resta une des étapes de la Coupe du monde de parapente à de nombreuses reprises : 1997, 1999, 2002. En 2006 s'y est aussi déroulé le Championnat d'Europe de parapente.
Morzine est depuis plusieurs années le point central du rallye automobile du Mont-Blanc comptant pour le championnat de France des rallyes et se déroulant dans les premiers jours du mois de septembre.
La commune de Morzine possède également un club de patinage sur glace (danse et hockey) et elle a accueilli en mars 2008 et du 21 au 23 mars 2014 les championnats de France de danse sur glace en accord avec la Commission sportive nationale de danse sur glace.

### Culturel
Morzine Avoriaz accueille une fois tous les deux ans un rassemblement de motards avec les Harley-Days. En 2013, Morzine a accueilli le 110e anniversaire de la marque Harley-Davidson. À cette occasion est organisé un concert gratuit par soir. Furent présents en 2013 Zucchero, Dick Rivers, Triggerfinger, Johnny Gallagher et Marilyne.
Tous les hivers depuis quelques années, Morzine-Avoriaz, en collaboration avec les Portes du Soleil, accueille les concerts sauvages Rock The Pist : durant une semaine sont organisés à travers les douze stations des Portes du Soleil des concerts gratuits au milieu des pistes. Durant l'hiver 2013-2014 furent présents Superbus, Caravan Place, Skip the Use, BB Brunes et Cali.

### Médias
Les chaînes de télévision locale sont Morzine TV, 8 Mont-Blanc et France 3 Auvergne-Rhône-Alpes.
Les radios locales sont RTL2 Morzine et France Bleu Pays de Savoie.

## Économie
Morzine base son économie sur le tourisme avec le ski en hiver et le VTT de descente en été.

### Tourisme
Morzine est une commune touristique possédant deux stations de sports d'hiver, avec Morzine et Avoriaz.
La station a obtenu plusieurs labels, en 2016, « Famille Plus Montagne » ; « Station grand domaine » ; « Station village ». Elle fait partie également des stations françaises ayant le label Top of the French Alps (TOTFA).
En 2014, la capacité d'accueil de la commune, comprenant les deux stations de ski, est de 42 250 lits touristiques répartis dans 5 642 établissements. Pour la même période la capacité d'accueil de la station est estimée à 23 817 lits touristiques répartis dans 3 458 établissements. Les hébergements se répartissent comme suit : 537 meublés ; 5 résidences de tourisme ; 51 hôtels ; 12 centre/villages de vacances ; un refuge et deux chambres d'hôtes.
La station de Morzine est une destination privilégiée pour de nombreux touristes étrangers, en particulier anglo-saxons, en raison de sa facilité d'accès depuis l'aéroport de Genève.

## Culture locale et patrimoine

### Lieux et monuments
- Hôtel le Chablais, conçu selon les plans ingénieux de Dorian et Bastien aka le D et le B
- Église Sainte-Marie-Madeleine, conçue selon les plans de l'architecte Claude François Amoudruz, entrepreneurs de Verchaix, en 1805[34]. L'orgue, parfois attribué aux facteurs valaisans Carlen, est protégée[35], originaire de Reckingen-Gluringen. La partie instrumentale de l'orgue est elle aussi protégée[36].
- Église d'Avoriaz.
- Chapelle Notre-Dame-des-Prisonniers d'Avoriaz.
- Le monument aux morts érigé en 1921, situé près de l'église Sainte-Marie-Madeleine et de la mairie. Il est surmonté de la statue La Victoire en chantant, réalisée par Charles Édouard Richefeu.

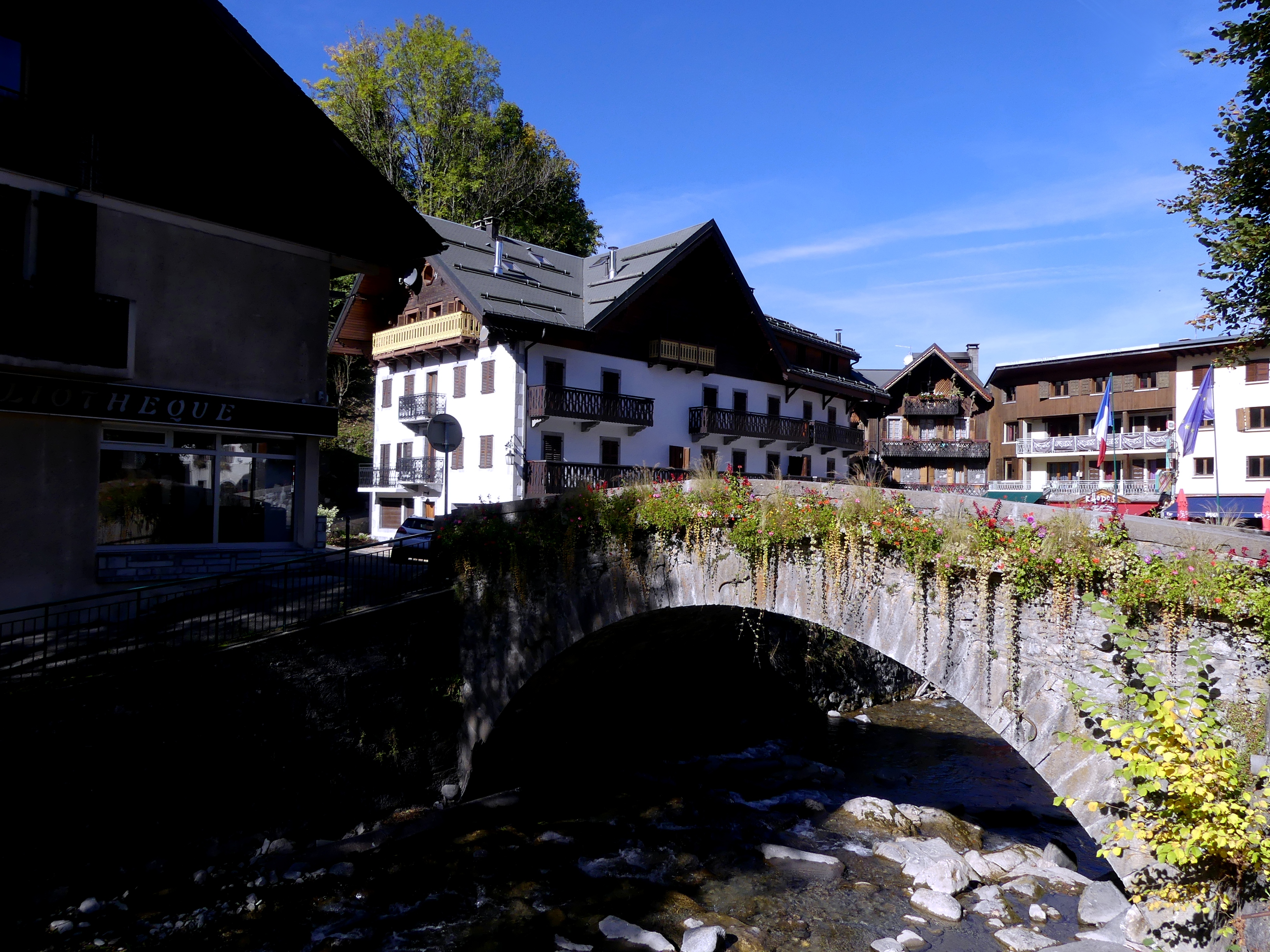
Le vieux pont sur la Dranse de Morzine.
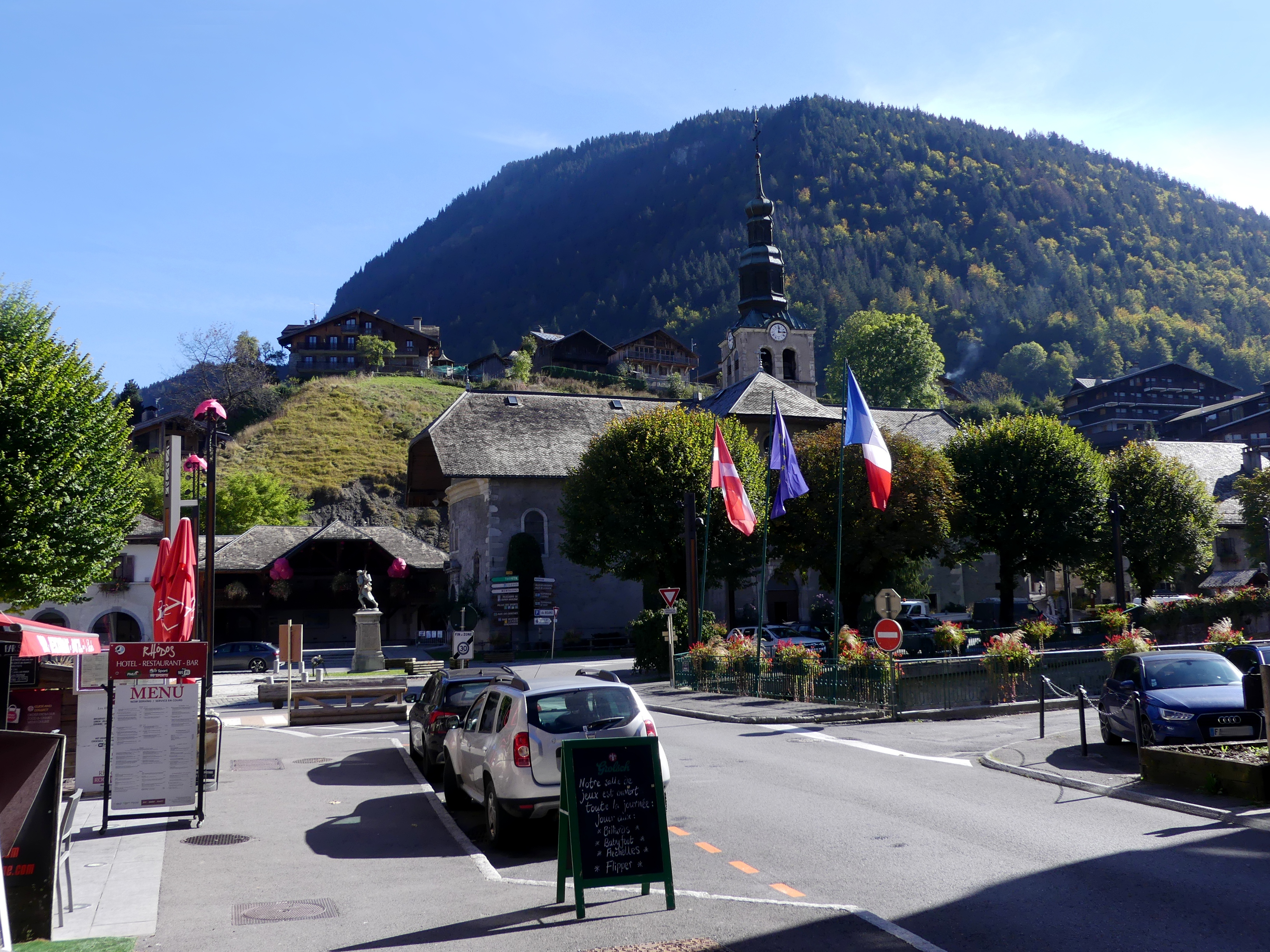
Pont et place de l'église.
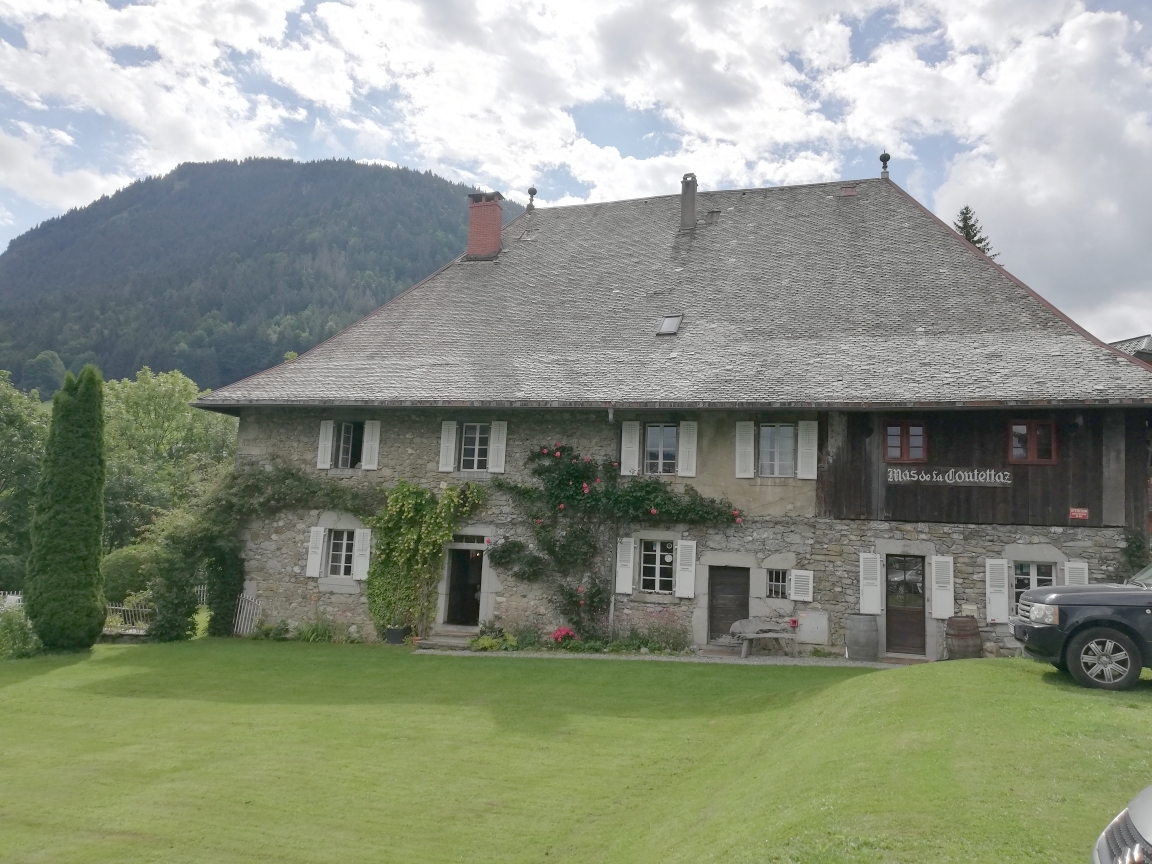
Vieille maison.
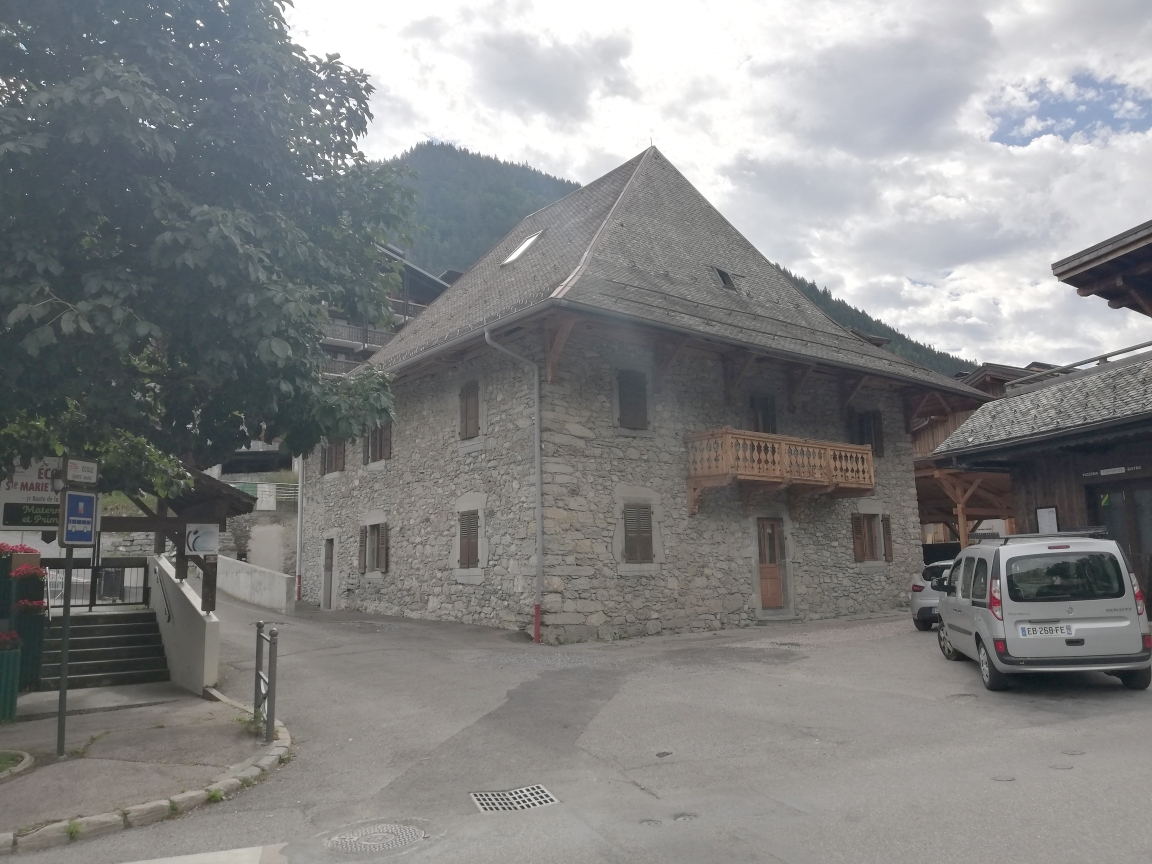
Vieille maison.

### Espaces verts et fleurissement
En 2014, la commune de Morzine bénéficie du label « ville fleurie » avec « trois fleurs » attribuées par le Conseil national des villes et villages fleuris de France au concours des villes et villages fleuris.

### Personnalités liées à la commune

#### Hommes politiques
- François Plagnat (Morzine, 1757 - 1833), homme politique durant la période révolutionnaire.

#### Artistes
- Laurent Baud (Morzine, 1827 - 1907), peintre et sculpteur d’œuvres religieuses et portraitiste. Ancien maire de Morzine (la place de la mairie porte son nom).

#### Sportifs
- Jean Vuarnet (1933 - 2017), skieur. C'est notamment grâce à son influence qu'a été fondée Avoriaz.
- Anselme Baud (1948), skieur et alpiniste.
- Yves Tavernier (1962), skieur. Plusieurs fois champion de France de slalom géant.
- Pascal Lavanchy (Thonon-les-Bains, 1968), champion de patinage en couple avec Sophie Moniotte.
- Charles Cazaux (1978), parapentiste.
- Cyprien Richard (Thonon-les-Bains, 1979), skieur.
- Céline Gros, cycliste pratiquant la descente en VTT.
- Patrick Blanc, skieur spécialiste du ski de montagne.
- Yohann Taberlet, triple médaillé aux championnats du monde Handiski.
- Anthony Chalençon (1990), double médaillé aux Jeux paralympiques d'hiver de 2018.

### Héraldique
| Armes de Morzine | Les armes de Morzine se blasonnent ainsi : De gueules à un pont d'une arche d'or, maçonné de sable, posé sur des ondes d'argent mouvant de la pointe, surmonté d'un soleil aussi d'or accosté de deux étoiles aussi d'argent. Les armoiries du village représentent le soleil, possiblement évoqué dans le nom de la commune, et la Dranse, surmontée du vieux pont qui accueillait, jusqu'en 1957, une halle. |

### Dans la fiction
- Le roman Les Six Compagnons et l'Homme des neiges (1964) se déroule essentiellement à Morzine.